# Барскоонский аильный округ
Барскоонский аильный округ (аймак) — административная единица в Джети-Огузском районе Иссык-Кульской области Кыргызстана.
Код COATE — 41702 210 815 00 0

## Население
По данным переписи 2022 года, в аильном округе проживало 9 458 человек.

## Известные уроженцы
- Махмуд аль-Кашгари — год смерти неизвестен, но некоторые предполагают 1101 или 1126, Опал, близ Кашгара) — тюркский филолог и лексикограф. Родился в государстве Караханидов. Известен благодаря созданному им «Собранию тюркских языков» («Диван лугат ат-турк») — словарю-справочнику различных тюркских языков, равному тюркологической энциклопедии[3]

## Административное деление
В состав Барскоонского аильного округа ныне входят населённые пункты:
- Барскоон
- Каракол
- Кара-Сай
- Сеок

## Примечание
1. ↑  Государственный классификатор система обозначений объектов административно-территориальных и территориальных единиц Кыргызской республики. Архивная копия от 18 марта 2018 на Wayback Machine — Бишкек: Национальный статистический комитет Кыргызской республики, 2017.
2. ↑  Численность населения областей, районов, городов,поселков городского типа, айылных аймаков и айылов (сел) Кыргызской Республики Архивная копия от 4 ноября 2023 на Wayback Machine (на 2022 год).
3. ↑  Махмуд ал-Кашгари. Диван лугат ат-турк (Свод тюркских слов): В 3-х томах / Пер. с араб. А. Р. Рустамова под ред. И. В. Кормушина; предисл. и введ. И. В. Кормушина; примеч. И. В. Кормушина, Е. А. Поцелуевского, А. Р. Рустамова; Институт востоковедения РАН: Институт языкознания РАН. — М.: «Восточная литература», 2010. — Т. 1. — 464 с. — (Памятники письменности Востока. CXXVIII, 1 / редкол.: Г. М. Бонгард-Левин и др.). — 800 экз. — ISBN 5-02-018202-8, ISBN 978-5-02-036424-0. (в пер.).